# Ngunnawais
O povo Ngunnawal , também escrito Ngunawal , é um povo aborígene do sul de Nova Gales do Sul e do Território da Capital Australiana na Austrália.

## Linguagem
Ver artigo principal: língua Ngunnawal
Ngunnawal e Gundungurra são línguas aborígenes australianas da família Pama-Nyungan , as línguas tradicionais dos povos Ngunnawal e Gandangara , respectivamente. As duas variedades estão intimamente relacionadas, sendo consideradas dialetos de uma língua (sem nome), no sentido técnico, linguístico desses termos.  Uma classificação dessas variedades as agrupa com Ngarigo , como uma das várias línguas de planalto do sul de Nova Gales do Sul.

## País
Mapa das terras tradicionais dos povos Ngunnawal de Nova Gales do Sul.
Quando encontrados pela primeira vez pelos colonizadores europeus na década de 1820, os indígenas de língua Ngunawal viviam em torno desta área.
Seu país tribal de acordo com o etnógrafo inicial, RH Mathews , afirmou que seu país se estendia de Goulburn a Yass e Boorowa ao sul até o Lago George a leste e Goodradigbee a oeste.  Ao sul do Lago George ficava o condado de Nyamudy que falava um dialeto Ngarigo. Pesquisa recente de Harold Koch(2011) e outros mostram que o país Ngunnawal era principalmente a terra ao redor do rio Yass que se estendia entre o Lago George a leste e o Murrumbidgee a oeste, enquanto a fronteira sul do povo Ngunnawal estava ao norte de Canberra, aproximadamente em uma linha de Gundaroo para Wee Jasper. Às vezes, toda a área de língua burragorang, tão ao norte quanto perto de Young, é incluída como Ngunnawal, dando-lhes uma população na década de 1830 de mais de mil pessoas.
Uma grande batalha pela propriedade do país foi travada em Sutton entre um bando invasor de Ngunnawal e os habitantes de Nyamudy, que este último venceu, estabelecendo o país de Ngunnawal, que não se estendia mais ao sul ao longo do rio Yass do que Gundaroo. [ citação necessária ]

## Pessoas
O povo Ngunawal era vizinho do norte do povo Nyamudy/Namadgi que vivia ao sul nas Planícies Calcárias. Os povos Wiradjuri (a oeste) e Gundungurra (ao norte) também faziam fronteira com o Ngunnawal. [ citação necessária ]

## Disputa sobre propriedade tradicional
Atualmente, [ quando? ] três grupos contestam a propriedade na área de Canberra: os Ngambri, os Ngarigo e os Walgalu, falantes de Ngambri-Guumaal, representados por Shane Mortimer, com amplas conexões através das Montanhas Nevadas até as Montanhas Azuis . [ citação necessária ]
De acordo com os colonos que viviam na área na década de 1830, como citado na Era Queanbeyan , havia três grupos na região: os Ngunnawal, os Nyamudy/Namadgi e os Ngarigo. [ citação necessária ]
A presente disputa originou-se quando o Ministro Chefe do Território da Capital Australiana na época, Jon Stanhope , afirmou incorretamente que "Ngambri é o nome de um dos vários grupos familiares que compõem a nação Ngunnawal". Ele continuou dizendo que "o Governo reconhece os membros da nação Ngunnawal como descendentes dos habitantes originais desta região". Ele cometeu o erro depois de conversar com pessoas multirraciais de descendência parcialmente Ngunnawal cujos antepassados vieram de Yass na década de 1920 para encontrar trabalho. [ citação necessária ]
Em 2012, uma pesquisa para o governo ACT, "Our Kin, Our Country", descobriu que "não há base na descrição do país fornecida por Tindale. A pesquisa confirmou que a língua falada na região de Canberra era um dialeto de Ngarigu, ' relacionado, mas distinguível dos dialetos falados em Tumut e Monaro'". O relatório afirmou que as evidências coletadas a partir de meados de 1700 eram muito escassas para apoiar as alegações de qualquer família de serem os proprietários originais.
Alguns aborígenes da área de Canberra no interior do sudeste da Austrália, incluindo Matilda House , se identificam como Ngambri. Shane Mortimer se define como um dos Ngambri-Guumwaal, Guumwaal sendo um nome de idioma que significa "país alto".  Esta afirmação de ser uma nação distinta é contestada por muitos outros aborígenes locais que dizem que os Ngambri são uma pequena família que recebeu seu nome da área de Sullivan's Creek localizada a leste de Black Mountain no final dos anos 1990.

## Título nativo
A primeira evidência direta da ocupação aborígine na área vem de um abrigo rochoso perto da área de Birrigai perto de Tharwa , que foi datado de aproximadamente 25.000 anos atrás. No entanto, é provável (com base em sítios mais antigos conhecidos das regiões vizinhas) que a ocupação humana da região seja muito mais antiga. [ citação necessária ]
Eles foram gradualmente deslocados da área de Yass a partir da década de 1820, quando os pastores começaram a ocupar a terra lá. Algumas pessoas trabalhavam em propriedades da região. Em 1826, muitos aborígenes em Lake George protestaram contra um incidente envolvendo um pastor e uma mulher aborígene, embora os manifestantes tenham se afastado pacificamente. [ citação necessária ]
Registros históricos da Austrália registram a última pessoa Ngunnawal " de sangue puro ", Nellie Hamilton, morrendo em 1897, no entanto, isso é contestado por australianos indígenas e não indígenas, pois existem muitos Ngunnawal ainda hoje.

### CitaçõesEditar
1. ^ Koch 2102 , p. 17-18.
2. ^ Dixon 2002 , p. xxxv.
3. ^ Mateus 1904 , p. 294.
4. ^ Toalha 2013 .
5. ^ Osborne 2016 .
6. ^ ABC Austrália 2005 .
7. ^ McKeon 1995 .

## REFERÊNCIAS
- https://translate.google.com/website?sl=en&tl=pt&hl=pt-BR&prev=search&u=https://web.archive.org/web/20080513094356/http://www.abc.net.au/message/tv/ms/s1518943.htm